# Boriumsilicaat

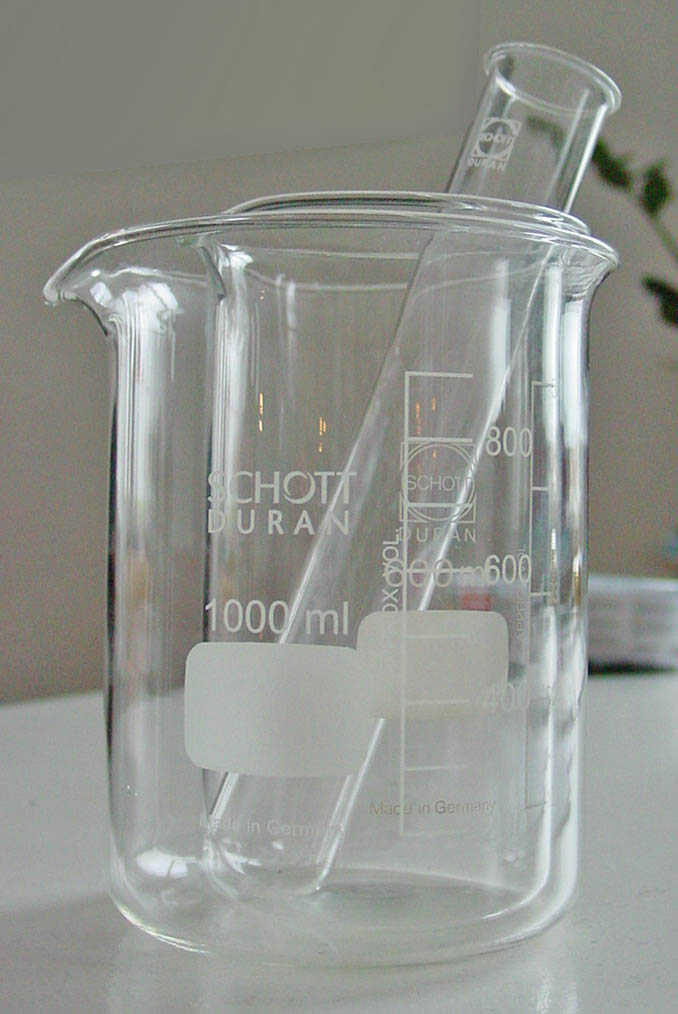
Laboratoriumglas van boriumsilicaat

Boriumsilicaat is een zout van boor en kiezelzuur.
Het is hoofdzakelijk opgebouwd uit siliciumdioxide (SiO2) en boortrioxide (B2O3). Het is een hittebestendig glas, beter bekend als borosilicaatglas of boorsilicaatglas, dat een langere levensduur heeft dan de meeste andere glassoorten, zoals calciumnatriumsilicaat, het glas waarvan de meeste normale ruiten gemaakt worden.

## Eigenschappen
Aangezien boriumsilicaat een glas is, heeft het onder normale omstandigheden geen smeltpunt maar een smelttraject. Men spreekt van een glasovergang, die voor deze stof in het gebied rond de 670 °C ligt. De stof is onoplosbaar in alle vloeistoffen behalve in een oplossing van waterstoffluoride, omdat hierbij het vluchtige siliciumtetrafluoride wordt gevormd.
Het materiaal heeft een lagere uitzettingscoëfficiënt dan gewoon glas, het zet dus minder uit bij verwarming en krimpt minder bij afkoeling. Daardoor knapt het niet snel, zodat het geschikt is voor hittebestendig keukengerei zoals ovenschalen. Veel laboratoriumglaswerk en medicatie-ampullen worden
van boriumsilicaat gemaakt. Het is breukvast en beter dan gewoon glas bestand tegen chemische aantasting. Vanwege de lage uitzettingscoëfficiënt wordt het materiaal ook veel gebruikt voor telescoopspiegels.
Het hittebestendig glas dat in de winkel verkocht wordt, bestaat voor het overgrote deel uit boriumsilicaat, en werd ontwikkeld door Otto Schott. Men komt het tegen onder aanduidingen als borosilicaat, boraxglas en boraatglas en onder de merknamen Pyrex en Kimax. Overigens verkoopt Pyrex ook andere glassoorten onder dezelfde merknaam, althans in Amerika.

## Nadelen
Omdat het smelttraject bij een hogere temperatuur ligt, is boriumsilicaat duurder in de productie dan gewoon glas. Een ander nadeel is, dat het niet in de glasbak mag: bij de temperatuur die gewoon glas laat smelten, vormt boriumsilicaat taaie klonten die de machines in de glasfabriek verstoppen.